# پاسکال (دهانه)
پاسکال یک دهانه برخوردی در ماه‌ است.

## دهانه‌های اقماری
این دهانه ۵ دهانه اقماری دارد.
| Pascal | عرض جغرافیایی | طول جغرافیایی | قطر          |
| ------ | ------------- | ------------- | ------------ |
| A      | ۷۲.۹° N       | ۷۴.۶° W       | ۲۸.۰ کیلومتر |
| J      | ۷۲.۲° N       | ۶۹.۰° W       | ۱۴.۰ کیلومتر |
| L      | ۷۳.۸° N       | ۶۳.۰° W       | ۱۵.۰ کیلومتر |
| G      | ۷۳.۰° N       | ۶۵.۷° W       | ۱۴.۰ کیلومتر |
| F      | ۷۵.۶° N       | ۷۵.۶° W       | ۲۷.۰ کیلومتر |